# Мекіхові тема
Те́ма Мекіхові — тема в шаховій композиції. Суть теми — в ілюзорній грі на хід чорної фігури заготовлено, як мінімум, два мати. В інших фазах на той же хід чорних повинен пройти окремо кожен з матів тематичної ілюзорної гри.

## Історія
Ідею запропонував у 1946 році фінський шаховий композитор Лимарі Мекіхові (29.06.1927).
В задачі в тематичній ілюзорній грі на хід чорної фігури заготовлено кілька матів. В наступних фазах на той же хід чорної фігури проходять окремо кожен з матів з ілюзорної гри. Для вираження задуму необхідно, як мінімум, три фази — ілюзорна гра, фаза хибної гри і рішення.
Ідея дістала назву — тема Мекіхові. В деяких джерелах ідея іменується як — диференціація матів по Еллерману.

## Проста форма
Алгоритм вираження теми в простій формі:
1. ... a 2. A, B #
1. ?
1. ...a 2. A #, 1. ... !
1. !
1. ... a 2. B #

## Подвоєна форма
Алгоритм вираження теми в подвоєній формі:
1. ... a 2. A, B #
1. ... b 2. C, D #
1. ?
1. ... a 2. A #
1. ... b 2. C #, 1. ... !
1. !
1. ...  a 2. B #
1. ... b 2. D #
|   | a | b | c | d | e | f | g | h |   |
| 8 | b6 білий король · e6 білий пішак · b5 чорний пішак · c5 біла тура · g5 білий кінь · d4 чорний король · f4 білий кінь · a3 чорний пішак · e3 біла тура · g3 чорний кінь · a2 чорний ферзь · b2 білий пішак · c1 білий слон · e1 чорний кінь | b6 білий король · e6 білий пішак · b5 чорний пішак · c5 біла тура · g5 білий кінь · d4 чорний король · f4 білий кінь · a3 чорний пішак · e3 біла тура · g3 чорний кінь · a2 чорний ферзь · b2 білий пішак · c1 білий слон · e1 чорний кінь | b6 білий король · e6 білий пішак · b5 чорний пішак · c5 біла тура · g5 білий кінь · d4 чорний король · f4 білий кінь · a3 чорний пішак · e3 біла тура · g3 чорний кінь · a2 чорний ферзь · b2 білий пішак · c1 білий слон · e1 чорний кінь | b6 білий король · e6 білий пішак · b5 чорний пішак · c5 біла тура · g5 білий кінь · d4 чорний король · f4 білий кінь · a3 чорний пішак · e3 біла тура · g3 чорний кінь · a2 чорний ферзь · b2 білий пішак · c1 білий слон · e1 чорний кінь | b6 білий король · e6 білий пішак · b5 чорний пішак · c5 біла тура · g5 білий кінь · d4 чорний король · f4 білий кінь · a3 чорний пішак · e3 біла тура · g3 чорний кінь · a2 чорний ферзь · b2 білий пішак · c1 білий слон · e1 чорний кінь | b6 білий король · e6 білий пішак · b5 чорний пішак · c5 біла тура · g5 білий кінь · d4 чорний король · f4 білий кінь · a3 чорний пішак · e3 біла тура · g3 чорний кінь · a2 чорний ферзь · b2 білий пішак · c1 білий слон · e1 чорний кінь | b6 білий король · e6 білий пішак · b5 чорний пішак · c5 біла тура · g5 білий кінь · d4 чорний король · f4 білий кінь · a3 чорний пішак · e3 біла тура · g3 чорний кінь · a2 чорний ферзь · b2 білий пішак · c1 білий слон · e1 чорний кінь | b6 білий король · e6 білий пішак · b5 чорний пішак · c5 біла тура · g5 білий кінь · d4 чорний король · f4 білий кінь · a3 чорний пішак · e3 біла тура · g3 чорний кінь · a2 чорний ферзь · b2 білий пішак · c1 білий слон · e1 чорний кінь | 8 |
| 7 | b6 білий король · e6 білий пішак · b5 чорний пішак · c5 біла тура · g5 білий кінь · d4 чорний король · f4 білий кінь · a3 чорний пішак · e3 біла тура · g3 чорний кінь · a2 чорний ферзь · b2 білий пішак · c1 білий слон · e1 чорний кінь | b6 білий король · e6 білий пішак · b5 чорний пішак · c5 біла тура · g5 білий кінь · d4 чорний король · f4 білий кінь · a3 чорний пішак · e3 біла тура · g3 чорний кінь · a2 чорний ферзь · b2 білий пішак · c1 білий слон · e1 чорний кінь | b6 білий король · e6 білий пішак · b5 чорний пішак · c5 біла тура · g5 білий кінь · d4 чорний король · f4 білий кінь · a3 чорний пішак · e3 біла тура · g3 чорний кінь · a2 чорний ферзь · b2 білий пішак · c1 білий слон · e1 чорний кінь | b6 білий король · e6 білий пішак · b5 чорний пішак · c5 біла тура · g5 білий кінь · d4 чорний король · f4 білий кінь · a3 чорний пішак · e3 біла тура · g3 чорний кінь · a2 чорний ферзь · b2 білий пішак · c1 білий слон · e1 чорний кінь | b6 білий король · e6 білий пішак · b5 чорний пішак · c5 біла тура · g5 білий кінь · d4 чорний король · f4 білий кінь · a3 чорний пішак · e3 біла тура · g3 чорний кінь · a2 чорний ферзь · b2 білий пішак · c1 білий слон · e1 чорний кінь | b6 білий король · e6 білий пішак · b5 чорний пішак · c5 біла тура · g5 білий кінь · d4 чорний король · f4 білий кінь · a3 чорний пішак · e3 біла тура · g3 чорний кінь · a2 чорний ферзь · b2 білий пішак · c1 білий слон · e1 чорний кінь | b6 білий король · e6 білий пішак · b5 чорний пішак · c5 біла тура · g5 білий кінь · d4 чорний король · f4 білий кінь · a3 чорний пішак · e3 біла тура · g3 чорний кінь · a2 чорний ферзь · b2 білий пішак · c1 білий слон · e1 чорний кінь | b6 білий король · e6 білий пішак · b5 чорний пішак · c5 біла тура · g5 білий кінь · d4 чорний король · f4 білий кінь · a3 чорний пішак · e3 біла тура · g3 чорний кінь · a2 чорний ферзь · b2 білий пішак · c1 білий слон · e1 чорний кінь | 7 |
| 6 | b6 білий король · e6 білий пішак · b5 чорний пішак · c5 біла тура · g5 білий кінь · d4 чорний король · f4 білий кінь · a3 чорний пішак · e3 біла тура · g3 чорний кінь · a2 чорний ферзь · b2 білий пішак · c1 білий слон · e1 чорний кінь | b6 білий король · e6 білий пішак · b5 чорний пішак · c5 біла тура · g5 білий кінь · d4 чорний король · f4 білий кінь · a3 чорний пішак · e3 біла тура · g3 чорний кінь · a2 чорний ферзь · b2 білий пішак · c1 білий слон · e1 чорний кінь | b6 білий король · e6 білий пішак · b5 чорний пішак · c5 біла тура · g5 білий кінь · d4 чорний король · f4 білий кінь · a3 чорний пішак · e3 біла тура · g3 чорний кінь · a2 чорний ферзь · b2 білий пішак · c1 білий слон · e1 чорний кінь | b6 білий король · e6 білий пішак · b5 чорний пішак · c5 біла тура · g5 білий кінь · d4 чорний король · f4 білий кінь · a3 чорний пішак · e3 біла тура · g3 чорний кінь · a2 чорний ферзь · b2 білий пішак · c1 білий слон · e1 чорний кінь | b6 білий король · e6 білий пішак · b5 чорний пішак · c5 біла тура · g5 білий кінь · d4 чорний король · f4 білий кінь · a3 чорний пішак · e3 біла тура · g3 чорний кінь · a2 чорний ферзь · b2 білий пішак · c1 білий слон · e1 чорний кінь | b6 білий король · e6 білий пішак · b5 чорний пішак · c5 біла тура · g5 білий кінь · d4 чорний король · f4 білий кінь · a3 чорний пішак · e3 біла тура · g3 чорний кінь · a2 чорний ферзь · b2 білий пішак · c1 білий слон · e1 чорний кінь | b6 білий король · e6 білий пішак · b5 чорний пішак · c5 біла тура · g5 білий кінь · d4 чорний король · f4 білий кінь · a3 чорний пішак · e3 біла тура · g3 чорний кінь · a2 чорний ферзь · b2 білий пішак · c1 білий слон · e1 чорний кінь | b6 білий король · e6 білий пішак · b5 чорний пішак · c5 біла тура · g5 білий кінь · d4 чорний король · f4 білий кінь · a3 чорний пішак · e3 біла тура · g3 чорний кінь · a2 чорний ферзь · b2 білий пішак · c1 білий слон · e1 чорний кінь | 6 |
| 5 | b6 білий король · e6 білий пішак · b5 чорний пішак · c5 біла тура · g5 білий кінь · d4 чорний король · f4 білий кінь · a3 чорний пішак · e3 біла тура · g3 чорний кінь · a2 чорний ферзь · b2 білий пішак · c1 білий слон · e1 чорний кінь | b6 білий король · e6 білий пішак · b5 чорний пішак · c5 біла тура · g5 білий кінь · d4 чорний король · f4 білий кінь · a3 чорний пішак · e3 біла тура · g3 чорний кінь · a2 чорний ферзь · b2 білий пішак · c1 білий слон · e1 чорний кінь | b6 білий король · e6 білий пішак · b5 чорний пішак · c5 біла тура · g5 білий кінь · d4 чорний король · f4 білий кінь · a3 чорний пішак · e3 біла тура · g3 чорний кінь · a2 чорний ферзь · b2 білий пішак · c1 білий слон · e1 чорний кінь | b6 білий король · e6 білий пішак · b5 чорний пішак · c5 біла тура · g5 білий кінь · d4 чорний король · f4 білий кінь · a3 чорний пішак · e3 біла тура · g3 чорний кінь · a2 чорний ферзь · b2 білий пішак · c1 білий слон · e1 чорний кінь | b6 білий король · e6 білий пішак · b5 чорний пішак · c5 біла тура · g5 білий кінь · d4 чорний король · f4 білий кінь · a3 чорний пішак · e3 біла тура · g3 чорний кінь · a2 чорний ферзь · b2 білий пішак · c1 білий слон · e1 чорний кінь | b6 білий король · e6 білий пішак · b5 чорний пішак · c5 біла тура · g5 білий кінь · d4 чорний король · f4 білий кінь · a3 чорний пішак · e3 біла тура · g3 чорний кінь · a2 чорний ферзь · b2 білий пішак · c1 білий слон · e1 чорний кінь | b6 білий король · e6 білий пішак · b5 чорний пішак · c5 біла тура · g5 білий кінь · d4 чорний король · f4 білий кінь · a3 чорний пішак · e3 біла тура · g3 чорний кінь · a2 чорний ферзь · b2 білий пішак · c1 білий слон · e1 чорний кінь | b6 білий король · e6 білий пішак · b5 чорний пішак · c5 біла тура · g5 білий кінь · d4 чорний король · f4 білий кінь · a3 чорний пішак · e3 біла тура · g3 чорний кінь · a2 чорний ферзь · b2 білий пішак · c1 білий слон · e1 чорний кінь | 5 |
| 4 | b6 білий король · e6 білий пішак · b5 чорний пішак · c5 біла тура · g5 білий кінь · d4 чорний король · f4 білий кінь · a3 чорний пішак · e3 біла тура · g3 чорний кінь · a2 чорний ферзь · b2 білий пішак · c1 білий слон · e1 чорний кінь | b6 білий король · e6 білий пішак · b5 чорний пішак · c5 біла тура · g5 білий кінь · d4 чорний король · f4 білий кінь · a3 чорний пішак · e3 біла тура · g3 чорний кінь · a2 чорний ферзь · b2 білий пішак · c1 білий слон · e1 чорний кінь | b6 білий король · e6 білий пішак · b5 чорний пішак · c5 біла тура · g5 білий кінь · d4 чорний король · f4 білий кінь · a3 чорний пішак · e3 біла тура · g3 чорний кінь · a2 чорний ферзь · b2 білий пішак · c1 білий слон · e1 чорний кінь | b6 білий король · e6 білий пішак · b5 чорний пішак · c5 біла тура · g5 білий кінь · d4 чорний король · f4 білий кінь · a3 чорний пішак · e3 біла тура · g3 чорний кінь · a2 чорний ферзь · b2 білий пішак · c1 білий слон · e1 чорний кінь | b6 білий король · e6 білий пішак · b5 чорний пішак · c5 біла тура · g5 білий кінь · d4 чорний король · f4 білий кінь · a3 чорний пішак · e3 біла тура · g3 чорний кінь · a2 чорний ферзь · b2 білий пішак · c1 білий слон · e1 чорний кінь | b6 білий король · e6 білий пішак · b5 чорний пішак · c5 біла тура · g5 білий кінь · d4 чорний король · f4 білий кінь · a3 чорний пішак · e3 біла тура · g3 чорний кінь · a2 чорний ферзь · b2 білий пішак · c1 білий слон · e1 чорний кінь | b6 білий король · e6 білий пішак · b5 чорний пішак · c5 біла тура · g5 білий кінь · d4 чорний король · f4 білий кінь · a3 чорний пішак · e3 біла тура · g3 чорний кінь · a2 чорний ферзь · b2 білий пішак · c1 білий слон · e1 чорний кінь | b6 білий король · e6 білий пішак · b5 чорний пішак · c5 біла тура · g5 білий кінь · d4 чорний король · f4 білий кінь · a3 чорний пішак · e3 біла тура · g3 чорний кінь · a2 чорний ферзь · b2 білий пішак · c1 білий слон · e1 чорний кінь | 4 |
| 3 | b6 білий король · e6 білий пішак · b5 чорний пішак · c5 біла тура · g5 білий кінь · d4 чорний король · f4 білий кінь · a3 чорний пішак · e3 біла тура · g3 чорний кінь · a2 чорний ферзь · b2 білий пішак · c1 білий слон · e1 чорний кінь | b6 білий король · e6 білий пішак · b5 чорний пішак · c5 біла тура · g5 білий кінь · d4 чорний король · f4 білий кінь · a3 чорний пішак · e3 біла тура · g3 чорний кінь · a2 чорний ферзь · b2 білий пішак · c1 білий слон · e1 чорний кінь | b6 білий король · e6 білий пішак · b5 чорний пішак · c5 біла тура · g5 білий кінь · d4 чорний король · f4 білий кінь · a3 чорний пішак · e3 біла тура · g3 чорний кінь · a2 чорний ферзь · b2 білий пішак · c1 білий слон · e1 чорний кінь | b6 білий король · e6 білий пішак · b5 чорний пішак · c5 біла тура · g5 білий кінь · d4 чорний король · f4 білий кінь · a3 чорний пішак · e3 біла тура · g3 чорний кінь · a2 чорний ферзь · b2 білий пішак · c1 білий слон · e1 чорний кінь | b6 білий король · e6 білий пішак · b5 чорний пішак · c5 біла тура · g5 білий кінь · d4 чорний король · f4 білий кінь · a3 чорний пішак · e3 біла тура · g3 чорний кінь · a2 чорний ферзь · b2 білий пішак · c1 білий слон · e1 чорний кінь | b6 білий король · e6 білий пішак · b5 чорний пішак · c5 біла тура · g5 білий кінь · d4 чорний король · f4 білий кінь · a3 чорний пішак · e3 біла тура · g3 чорний кінь · a2 чорний ферзь · b2 білий пішак · c1 білий слон · e1 чорний кінь | b6 білий король · e6 білий пішак · b5 чорний пішак · c5 біла тура · g5 білий кінь · d4 чорний король · f4 білий кінь · a3 чорний пішак · e3 біла тура · g3 чорний кінь · a2 чорний ферзь · b2 білий пішак · c1 білий слон · e1 чорний кінь | b6 білий король · e6 білий пішак · b5 чорний пішак · c5 біла тура · g5 білий кінь · d4 чорний король · f4 білий кінь · a3 чорний пішак · e3 біла тура · g3 чорний кінь · a2 чорний ферзь · b2 білий пішак · c1 білий слон · e1 чорний кінь | 3 |
| 2 | b6 білий король · e6 білий пішак · b5 чорний пішак · c5 біла тура · g5 білий кінь · d4 чорний король · f4 білий кінь · a3 чорний пішак · e3 біла тура · g3 чорний кінь · a2 чорний ферзь · b2 білий пішак · c1 білий слон · e1 чорний кінь | b6 білий король · e6 білий пішак · b5 чорний пішак · c5 біла тура · g5 білий кінь · d4 чорний король · f4 білий кінь · a3 чорний пішак · e3 біла тура · g3 чорний кінь · a2 чорний ферзь · b2 білий пішак · c1 білий слон · e1 чорний кінь | b6 білий король · e6 білий пішак · b5 чорний пішак · c5 біла тура · g5 білий кінь · d4 чорний король · f4 білий кінь · a3 чорний пішак · e3 біла тура · g3 чорний кінь · a2 чорний ферзь · b2 білий пішак · c1 білий слон · e1 чорний кінь | b6 білий король · e6 білий пішак · b5 чорний пішак · c5 біла тура · g5 білий кінь · d4 чорний король · f4 білий кінь · a3 чорний пішак · e3 біла тура · g3 чорний кінь · a2 чорний ферзь · b2 білий пішак · c1 білий слон · e1 чорний кінь | b6 білий король · e6 білий пішак · b5 чорний пішак · c5 біла тура · g5 білий кінь · d4 чорний король · f4 білий кінь · a3 чорний пішак · e3 біла тура · g3 чорний кінь · a2 чорний ферзь · b2 білий пішак · c1 білий слон · e1 чорний кінь | b6 білий король · e6 білий пішак · b5 чорний пішак · c5 біла тура · g5 білий кінь · d4 чорний король · f4 білий кінь · a3 чорний пішак · e3 біла тура · g3 чорний кінь · a2 чорний ферзь · b2 білий пішак · c1 білий слон · e1 чорний кінь | b6 білий король · e6 білий пішак · b5 чорний пішак · c5 біла тура · g5 білий кінь · d4 чорний король · f4 білий кінь · a3 чорний пішак · e3 біла тура · g3 чорний кінь · a2 чорний ферзь · b2 білий пішак · c1 білий слон · e1 чорний кінь | b6 білий король · e6 білий пішак · b5 чорний пішак · c5 біла тура · g5 білий кінь · d4 чорний король · f4 білий кінь · a3 чорний пішак · e3 біла тура · g3 чорний кінь · a2 чорний ферзь · b2 білий пішак · c1 білий слон · e1 чорний кінь | 2 |
| 1 | b6 білий король · e6 білий пішак · b5 чорний пішак · c5 біла тура · g5 білий кінь · d4 чорний король · f4 білий кінь · a3 чорний пішак · e3 біла тура · g3 чорний кінь · a2 чорний ферзь · b2 білий пішак · c1 білий слон · e1 чорний кінь | b6 білий король · e6 білий пішак · b5 чорний пішак · c5 біла тура · g5 білий кінь · d4 чорний король · f4 білий кінь · a3 чорний пішак · e3 біла тура · g3 чорний кінь · a2 чорний ферзь · b2 білий пішак · c1 білий слон · e1 чорний кінь | b6 білий король · e6 білий пішак · b5 чорний пішак · c5 біла тура · g5 білий кінь · d4 чорний король · f4 білий кінь · a3 чорний пішак · e3 біла тура · g3 чорний кінь · a2 чорний ферзь · b2 білий пішак · c1 білий слон · e1 чорний кінь | b6 білий король · e6 білий пішак · b5 чорний пішак · c5 біла тура · g5 білий кінь · d4 чорний король · f4 білий кінь · a3 чорний пішак · e3 біла тура · g3 чорний кінь · a2 чорний ферзь · b2 білий пішак · c1 білий слон · e1 чорний кінь | b6 білий король · e6 білий пішак · b5 чорний пішак · c5 біла тура · g5 білий кінь · d4 чорний король · f4 білий кінь · a3 чорний пішак · e3 біла тура · g3 чорний кінь · a2 чорний ферзь · b2 білий пішак · c1 білий слон · e1 чорний кінь | b6 білий король · e6 білий пішак · b5 чорний пішак · c5 біла тура · g5 білий кінь · d4 чорний король · f4 білий кінь · a3 чорний пішак · e3 біла тура · g3 чорний кінь · a2 чорний ферзь · b2 білий пішак · c1 білий слон · e1 чорний кінь | b6 білий король · e6 білий пішак · b5 чорний пішак · c5 біла тура · g5 білий кінь · d4 чорний король · f4 білий кінь · a3 чорний пішак · e3 біла тура · g3 чорний кінь · a2 чорний ферзь · b2 білий пішак · c1 білий слон · e1 чорний кінь | b6 білий король · e6 білий пішак · b5 чорний пішак · c5 біла тура · g5 білий кінь · d4 чорний король · f4 білий кінь · a3 чорний пішак · e3 біла тура · g3 чорний кінь · a2 чорний ферзь · b2 білий пішак · c1 білий слон · e1 чорний кінь | 1 |
|   | a | b | c | d | e | f | g | h |   |

FEN: 8/8/1K2P3/1pR3N1/3k1N2/p3R1n1/qP6/2B1n3
1. ... Sc2 2. Sf3, Rd3#
1. ... Sf1  2. Re4, Se2#
1. Ree5? ~ 2. Be3#
1. ... Sc2 2. Sf3#
1. ... Sf1  2. Re4#, 1. ... Qb3!
1. Rec3! ~ 2. Be3#
1. ... Sc2 2. Rd3#
1. ... Sf1  2. Se2#